# Thonberg (Weißenbrunn)

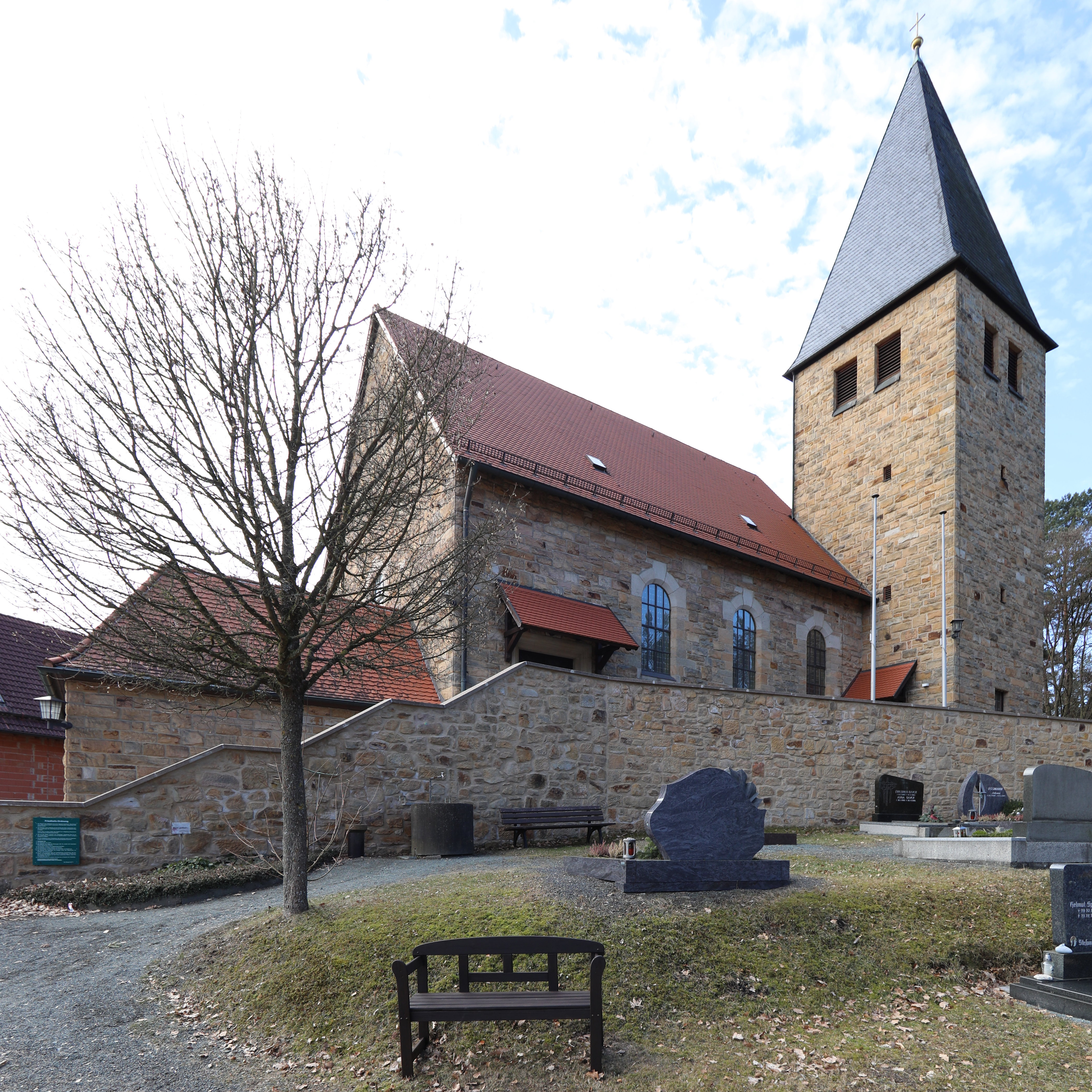
Filialkirche St. Josef

Thonberg ist ein Gemeindeteil von Weißenbrunn im Landkreis Kronach (Oberfranken, Bayern).

## Geographie
Das Kirchdorf Thonberg bildet mit Reuth im Süden eine geschlossene Siedlung. Sie liegt am Leßbach, einem linken Zufluss der Rodach. Das flache Gelände bestehend aus Acker- und Grünland steigt im Westen zu einer kleinen, bewaldeten Anhöhe (377 m ü. NHN) an, auf der sich die Filialkirche St. Josef befindet, sowie im Nordosten (494 m ü. NHN). Dort steht der Lucas-Cranach-Turm.
Der Ort wird von der Bundesstraße 85 tangiert, die über Friedrichsburg nach Kronach zur Bundesstraße 173 (2,5 km nördlich) bzw. nach Weißenbrunn (2 km südöstlich) führt. Die Kreisstraße KC 5 führt nach Hummendorf (1,4 km westlich). Gemeindeverbindungsstraßen führen nach Neuenreuth (0,8 km nordwestlich), die B 85 kreuzend nach Sachspfeife (0,3 km nördlich) und an Neu- und Untertennig vorbei nach Eichenbühl (1,5 km südwestlich).

## Geschichte
1471 veräußerte Eberhardt Schenck zu Nidern Simen (Niedersiemau) dem Kronacher Spital unter anderem einen Berg und Holz, genannt „der Tohenbergk“ zwischen Reuth und Hummendorf. Außer dem Hospital waren die Herren von Redwitz zu Theisenort, ab etwa 1600 die zu Küps Grundherren auf dem Thonberg. 1561 war der „Tohenberg“ oder „Thanberg“ als Abbaustelle von Tonerde an Kronacher Töpfer verpachtet. Im Jahr 1708 ist für die Person Herbergsmann das erste Wohngebäude auf dem Thonberg belegt. Damit begann die planmäßige Besiedlung. Die meisten Siedler zogen von Reuth aus auf den Thonberg.
Gegen Ende des 18. Jahrhunderts gab es in Thonberg 15 Anwesen. Das Hochgericht übte das Rittergut Küps der Freiherrn von Redwitz aus. Es hatte ggf. an das bambergische Centamt Kronach auszuliefern. Die Dorf- und Gemeindeherrschaft sowie die Grundherrschaft über die 15 Häuser hatte das Rittergut Küps inne.
Thonberg ging durch den Reichsdeputationshauptschluss im Jahr 1803 in den Besitz des Kurfürstentums Bayern über. Mit dem Gemeindeedikt wurde Thonberg dem 1808 gebildeten Steuerdistrikt Küps zugewiesen. Mit dem Zweiten Gemeindeedikt (1818) entstand die Ruralgemeinde Thonberg, zu der Friedrichsburg, Kaltbuch, Neuenreuth und Sachspfeife gehörten. Sie war in Verwaltung und Gerichtsbarkeit dem Landgericht Kronach zugeordnet und in der Finanzverwaltung dem Rentamt Kronach (1919 in Finanzamt Kronach umbenannt). In der freiwilligen Gerichtsbarkeit unterstand die Gemeinde bis 1848 dem Patrimonialgericht Küps. Ab 1862 gehörte Thonberg zum Bezirksamt Kronach (1939 in Landkreis Kronach umbenannt). Die Gerichtsbarkeit blieb beim Landgericht Kronach (1879 in das Amtsgericht Kronach umgewandelt). Die Gemeinde hatte eine Fläche von 1,195 km².
Um 1914 errichtete Jakob Schedel auf Reuther Flur eine Korbwarenfabrik, die 1918 nach Thonberg umgemeindet wurde. Die Korbmöbelfertigung wurde bis in die 1950er Jahre betrieben.
Im Zuge der Gebietsreform in Bayern wurde die Gemeinde Thonberg am 1. Januar 1972 nach Weißenbrunn eingegliedert.

### Einwohnerentwicklung
Gemeinde Thonberg
| Jahr      | 1818  | 1840   | 1852   | 1855   | 1861   | 1867   | 1871   | 1875   | 1880   | 1885   | 1890   | 1895   | 1900   | 1905   | 1910   | 1919   | 1925   | 1933   | 1939   | 1946   | 1950   | 1952   | 1961  | 1970   |
| Einwohner | 166   | 262    | 264    | 265    | 276    | 307    | 300    | 311    | 324    | 333    | 330    | 328    | 401    | 389    | 426    | 463    | 530    | 539    | 498    | 575    | 576    | 568    | 598   | 602    |
| Häuser    | 30    |        |        |        |        |        | 40     |        |        | 45     | 45     |        | 53     |        |        |        | 72     |        |        |        | 78     |        | 107   |        |
| Quelle    | [ 6 ] | [ 10 ] | [ 10 ] | [ 10 ] | [ 11 ] | [ 12 ] | [ 13 ] | [ 14 ] | [ 15 ] | [ 16 ] | [ 17 ] | [ 10 ] | [ 18 ] | [ 10 ] | [ 19 ] | [ 10 ] | [ 20 ] | [ 10 ] | [ 10 ] | [ 10 ] | [ 21 ] | [ 10 ] | [ 7 ] | [ 22 ] |

Ort Thonberg
| Jahr      | 001818 | 001861 | 001871 | 001885 | 001900 | 001925 | 001950 | 001961 | 001970 | 001987 |
| Einwohner | 83     | 154    | 180    | 189    | 233    | 340    | 397    | 425    | 412    | 333    |
| Häuser    | 17     |        |        | 28     | 31     | 46     | 51     | 75     |        | 91     |
| Quelle    | [ 6 ]  | [ 11 ] | [ 13 ] | [ 16 ] | [ 18 ] | [ 20 ] | [ 21 ] | [ 7 ]  | [ 22 ] | [ 1 ]  |

## Religion
In Thonberg waren im 19. Jahrhundert 2⁄3 der Bevölkerung katholisch. Sie waren von Anbeginn nach Theisenort gepfarrt. Die zuständige katholische Bekenntnisschule befand sich in Küps. Spätestens seit 1904 gab es im Ort eine eigene katholische Schule. Die evangelischen Einwohner gehörten von Anbeginn zur Pfarrei in Weißenbrunn und die evangelischen Kinder besuchten die Schule in Hummendorf.
Der Kronacher Architekt Leo Hebentanz plante die katholische Filialkirche St. Josef der Pfarrei Küps. Die Grundsteinlegung war am 27. Oktober 1947 und am 19. September 1948 folgte die Weihe. 1954 war der Kirchturm errichtet, die Glockenweihe folgte 1958.